# Treskensspår

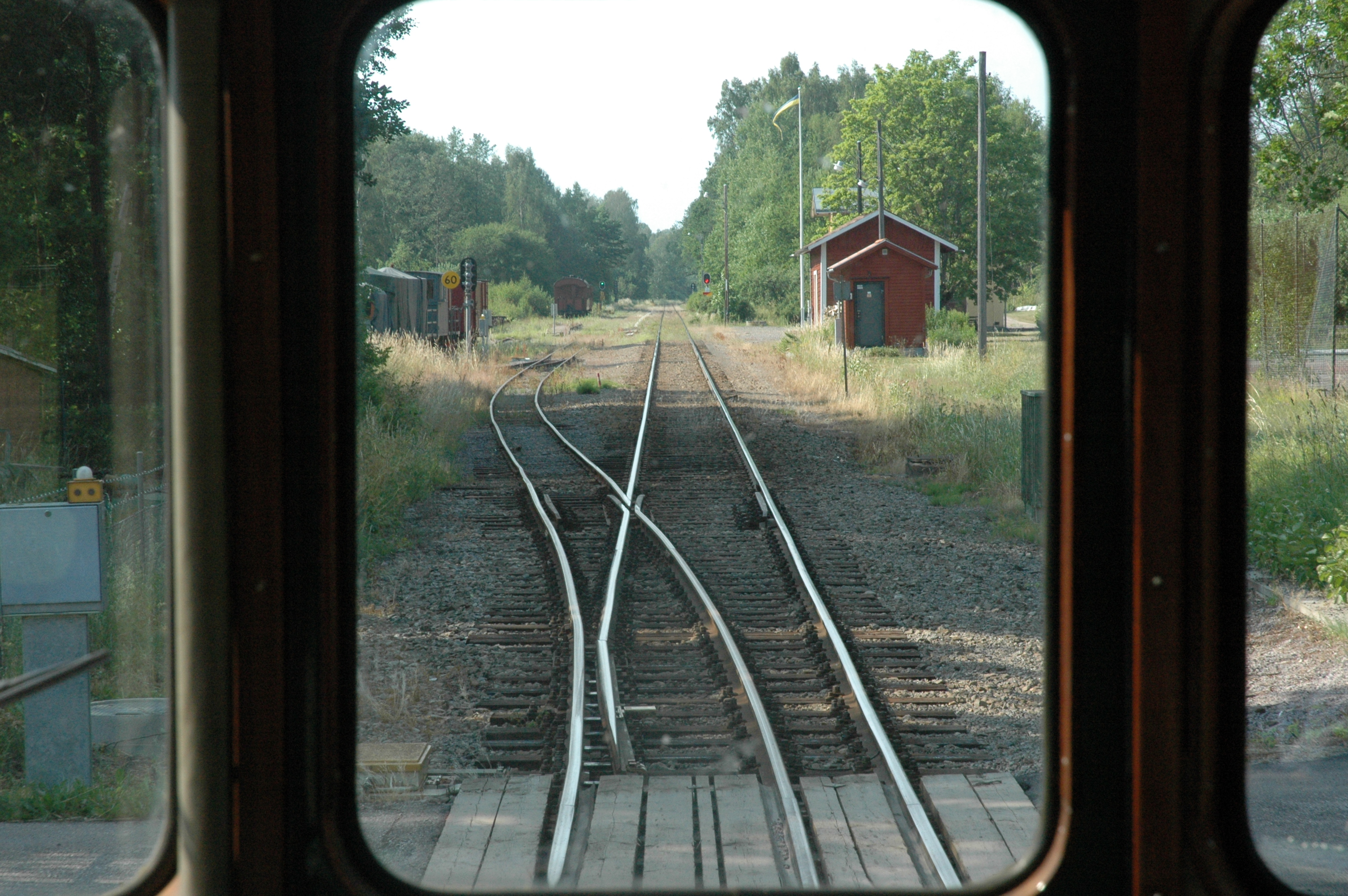
Smalspåret lämnar treskensspåret vid Jenny.

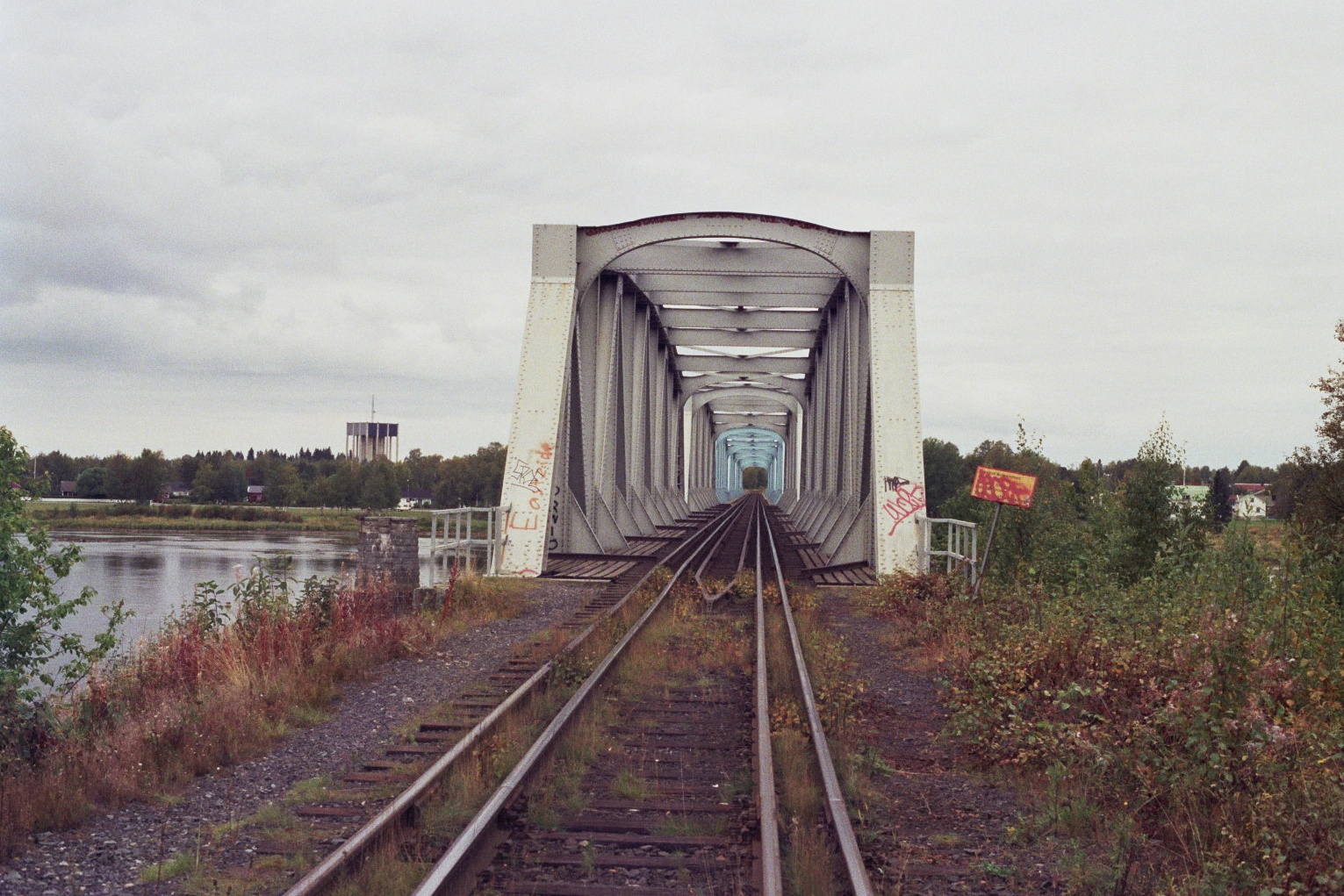
Fyrskensspår över Torne älv på Torneå–Haparanda-banan.

Genom ett treskensspår kan järnvägsfordon för olika spårvidder färdas på samma sträcka utan att separata spår bredvid varandra behöver anläggas. Man sparar således utrymme och vinner därmed ekonomiskt. Treskensspåret har helt enkelt en skena på den ena sidan medan den andra sidan har två skenor, vilka ligger på olika avstånd från den förstnämnda. 
Treskensspår finns i Sverige på sträckan mellan Västervik och Jenny som delas av smalspåret mot Hultsfred och normalspåret mot Linköping. Spåret är farbart för järnvägsfordon för både 891 millimeters spårvidd (smalspår)  och 1 435 millimeters spårvidd (normalspår).
Ett problem är sidoavståndet till plattformar som kan bli fel för ena spårvidden. Ett sätt att lösa det har varit med låga plattformar som bara finns på den gemensamma rälens sida, men då behövs trappsteg på tågen. Man kan ha plattformar på båda sidor, en sida anpassade för varje spårvidd, eller dela upp spårvidderna på var sina spår, vilket bland annat gäller i Haparanda och Torneå.

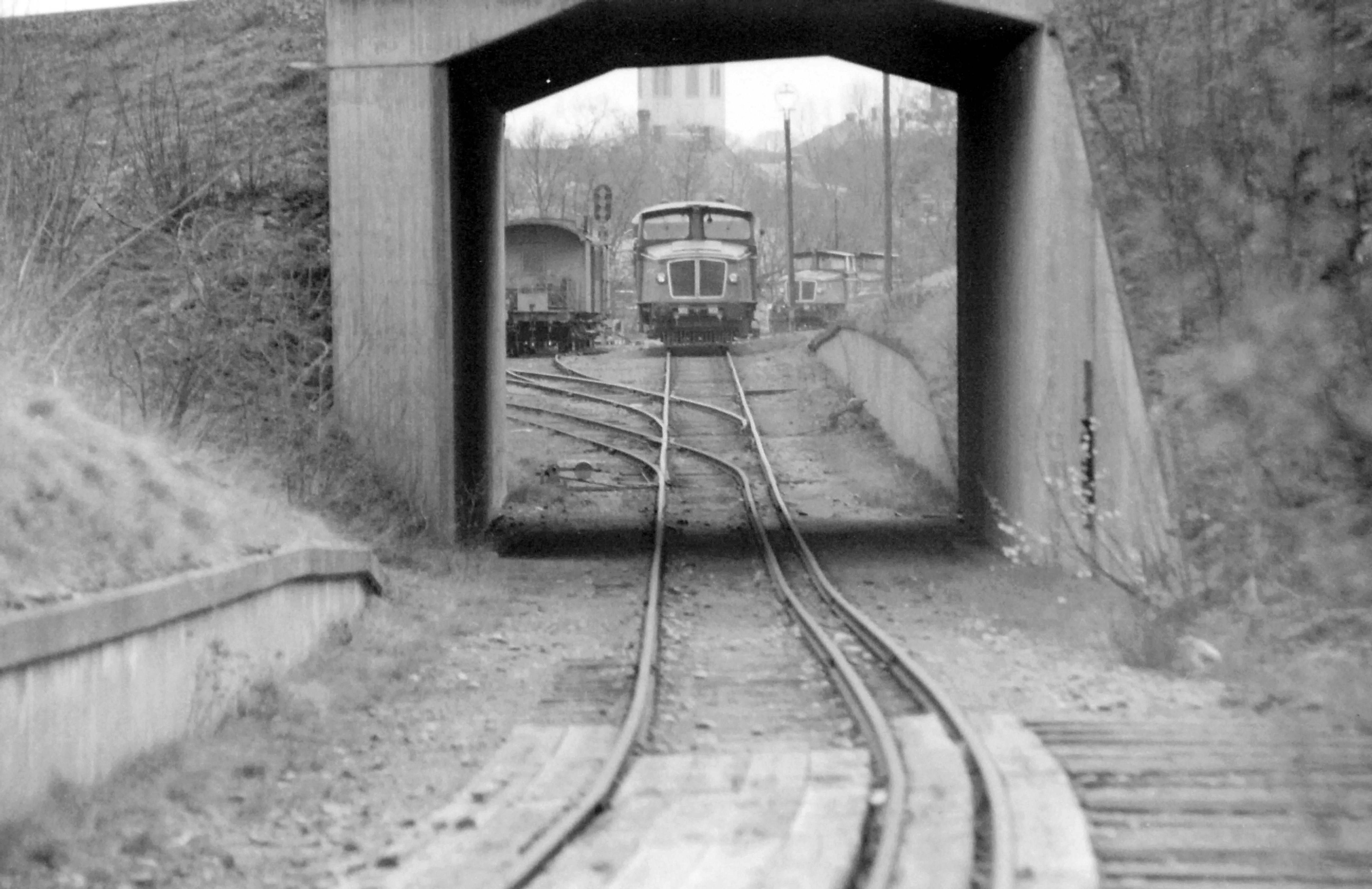
Treskensspår genom portal i Blekinge Kustbanas banvall i anslutningspunkten med Karlshamns Västra station. Spårvidderna på bilden är 1067 mm och 1435 mm (normalspår). Detta spår är borttaget sedan 1982 men var en del i linjen Karlshamn-Vislanda Järnväg

## Fyrskensspår
En annan lösning för sträckor med dubbla spårvidder är fyrskensspår, det vill säga två skenor på varje sida. Ett sådant finns på Torneå–Haparanda-banan vid gränsen mellan Sverige och Finland. Det är en kombination av normalspår och bredspår (1 524 millimeter). Skillnaden mellan spårvidderna (89 mm) är för liten för att medge treskensspår. Istället ligger alltså två helt separata spår omlott, där avståndet mellan vänsterrälerna inte är samma som avståndet mellan högerrälerna (för att åstadkomma de två olika spårvidderna).